# Oksby
Oksby er en sommerhusby i Sydvestjylland med 310 indbyggere  (2024). Oksby er beliggende nær Blåvands Huk og er sammenvokset med nabobebyggelsen Blåvand. Byen ligger 15 kilometer sydvest for Oksbøl, 27 kilometer vest for Varde og 39 kilometer nordvest for Esbjerg. Byen tilhører Varde Kommune og er beliggende i Region Syddanmark.
Den hører til Oksby Sogn, og Oksby Kirke ligger i byen.